# Ümit Özat
Ümit Özat (født 30. oktober 1976) er en tidligere tyrkisk fodboldspiller, der spillede for blandt andet Fenerbahce og FC Köln, og opnåede 41 kampe for Tyrkiets landshold. Han indstillede sin karriere i 2009.
Ümit Özat var primært central forsvarspiller, men kan også spille på den defensive midtbane. Efter en karriere i hjemlandet i Gençlerbirliği S.K., Bursaspor og Fenerbahçe SK – med 212 kampe for sidstnævnte – skiftede han i 2007 til FC Köln. Her spillede han sine sidste to sæsoner.
Den 29. august 2008 kollapsede han i en Bundesliga-kamp mod Karlsruher SC og var bevidstløs lidt tid. Han blev hurtigt kørt på hospital til grundigere undersøgelser. Her blev det klargjort, at han led af en hjertesygdom, der medførte at han stoppede karrieren.